# Wauwatosa
Wauwatosa is een plaats (city) in de Amerikaanse staat Wisconsin, en valt bestuurlijk gezien onder Milwaukee County.

## Demografie
Bij de volkstelling in 2000 werd het aantal inwoners vastgesteld op 47.271. In 2006 is het aantal inwoners door het United States Census Bureau geschat op 44.798, een daling van 2473 (-5,2%).

## Geboren in Wauwatosa
- Joel Whitburn (1939-2022), schrijver en musicoloog

## Geografie
Volgens het United States Census Bureau beslaat de plaats een oppervlakte van 34,3 km², geheel bestaande uit land. Wauwatosa ligt op ongeveer 205 m boven zeeniveau.

## Plaatsen in de nabije omgeving
De onderstaande figuur toont nabijgelegen plaatsen in een straal van 8 km rond Wauwatosa.